# Castell de Pià
El Castell de Pià és un castell medieval d'estil romànic del segle xi situat en el poble de Pià, a la comarca del Rosselló, a la Catalunya del Nord.
Està situat al bell mig del poble vell de Pià, en el seu punt més alt, a prop i a ponent de l'església parroquial. A l'entorn del nucli primigeni de Pià, en un primer moment una cellera de les habituals al Rosselló, i amb el castell al centre, i en el lloc més elevat, es bastí la muralla de Pià, de manera que es convertí en una vila murada. Se'n conserven força fragments.

## Història
El lloc de Pià (Apianum) és documentat des del 901, quan els vescomtes de Narbona vengueren aquest lloc a la seva filla Adalinda i al seu marit, Ponç, reservant-se'n, però, l'usdefruit. El 925, la vescomtessa Arsinda, que havia quedat vídua de Leudoví van vendre els drets que tenien en aquesta vila i terme al bisbe d'Elna. Després el mateix bisbat va anar adquirint més possessions, a Pià, fins que els vescomtes de Narbona li donaren també l'església de Pià i els seus béns, a més de vinyes a l'entorn del poble.
Els senyors de Pià eren els Salses, però a través d'una branca de la mateixa família, que prengué el cognom de Pià entre els segles xi i xiii. El 1205 Arnau de Salses concedí als habitants de Pià una carta de franqueses que els alliberava dels mals usos i al cap 40 anys, els mateixos senyors en cedien el domini a l'arquebisbe de Narbona, qui en fou senyor fins al 1569. Aquell any el comprà un burgès perpinyanès, Bertran Joli. Foren els arquebisbes narbonesos qui feren aixecar el castell de Pià. Una làpida recentment redescoberta explica que la seva construcció acabà el 1249. A principis del segle xvii el senyoriu estava en mans dels Oms, qui el traspassaren als Delmàs a través d'un enllaç matrimonial. Els Delmàs n'eren senyors en el moment de la Revolució Francesa.

## La vila fortificada
Probablement datable en el segle xii o XIII, tenia una forma quasi circular, amb un diàmetre aproximat de 170 metres. Es conserven fragments de muralla en quatre trams diferents, a més de quatre portals. Hi ha, a més, tres entrades més al recinte clos de l'antiga cellera que en el seu moment devien tenir també portal.
En queden dues torres de flaqueig del recinte, a més de vestigis d'una altra torreta i de portals.

## Les restes del castell
El castell tenia una planta quadrangular, d'uns 70 metres de costat. Se n'han conservat fragments important en el costat oest, sobretot un mur d'uns 10 metres de llarg amb una alçada entre 7 i 8 metres. Està construït amb còdols de l'Aglí o del Tet, grossos i ben arrenglerats, disposats en filades regulars. També hi ha una part de l'arc de la porta d'entrada al castell.